# Jan Nemček
Jan Nemček (слч. Ján Nemček; Kovačica, 1947) jeste graditelj gudačkih instrumenata.

## Biografija
Jan je u Beogradu završio srednju muzičku školu. U rodnu Кovačicu vratio se 1969. godine, gde se najpre bavio pedagoškim radom, kada je radio u osnovnoj školi kao nastavnik muzičkog vaspitanja. Nakon toga bio je umetnički rukovodilac u Domu kulture „3. oktobar” u Kovačici i učestvovao u radu
orkestra „Rosičke”, koji i dan danas postoji, kao jedan od najboljih u Vojvodini. Prve korake u ovom poslu napravio je kada je samouk izradio prvu violinu.
Presudan uticaj na profesionalno opredeljenje, uticala je poseta profesorke Lidije Paržik-Tanasijević Kovačici i njegovom domu. Ona je bila prva žena graditeljka violina na svetu i kćerka Karla Paržika, jednog od najpoznatijeg graditelja violina, koji je nekada imao radnju u Beogradu. Pod njenim mentorstvom savladao je oscilacionu teoriju, dok je izradu gudačkih instrumenata izučio na specijalizaciji kod svetski poznatog graditelja violina, Rudolfa Bertoloma, prema lajpciškoj školi izrade.
Odlikovan je zlatnom Medaljom za zasluge (2024).

## Graditeljstvo i pedagoški rad
Maestro Jam Nemček je do sada izradio više stotina gudačkih instrumenata tehnikom starih italijanskih graditelja (kremonska škola), od kojih najviše violina, koje se mogu naći na svim kontinentima. Na njima sviraju Tripo Simonuti, mladi Ilija Marinković i bezbroj mladih talemata. Nastavio je da se bavi pedagoškim radom u izradi instrumenata. Prvi učenik mu je bio sin Jan junior (rođen 1975. godine). Danas mu je sin desna ruka i asistent na umetničkoj školi, u odeljenju za gradnju muzičkih instrumenata, koju je Jan osnovao 1995. godine, u slovačkom gradu Zvolenu, zahvaljujući razumevanju Vlade Slovačke. Školovanje traje četiri godine i završava se maturskim praktičnim radom. Za osnivanje i uspešno vođenje ove škole maestro je 1999. godine dobio plaketu počasnog građanina grada Zvolena.
Učestvovao je 1989. godine na Internacionalnom takmičenju profesionalnih graditelja gudačkih instrumenata u Nemačkoj.
Bavi se i restauracijom starih instrumenata. U njegovoj kolekciji ima violina iz 16. veka, a jedna od njemu najdražih potiče iz 1510. godine, poreklom iz Turske, koja mu je poklonjena dok je boravio u Slovačkoj.
Nemček je pomogao mnogim našim talentovanim muzičarima, kojima je poklonio instrument, a svake godine njegovu violinu dobija i pobednik festivala „Carevčevi dani” u Velikom Gradištu.

## Galerija
Faze izrade violine

## Spoljašnje veze
- „Riznica - Jan Nemček, graditelj violina”. Pesma. Архивирано из оригинала 24. 09. 2022. г. Приступљено 9. 12. 2020.
- „Srpski "Stradivarijus" potiče iz Kovačice: "Violina počinje svoju gradnju još u šumi"”. b92. Приступљено 9. 12. 2020.
- „Graditelj violina Jan Nemček iz Kovačice”. You Tube. Приступљено 9. 12. 2020.